# Thyonidium kurilense
Thyonidium kurilense is een zeekomkommer uit de familie Cucumariidae.
De wetenschappelijke naam van de soort werd in 1984 gepubliceerd door V.S. Levin.